# Expedient
Ein Expedient ist in der Regel ein kaufmännischer Angestellter, der für den Versand von Frachtgut verantwortlich ist. Die Bezeichnung Expedient gilt gleichfalls für alle anderen Mitarbeiter einer Vertriebsabteilung oder für Unternehmen, die sich ausschließlich diesem Tätigkeitsbereich widmen. Oft sind diese Mitarbeiter nicht kaufmännisch, sondern bezüglich der Waren, also fachlich, ausgebildet (zum Beispiel MTA im Blutspendedienst).
Ein Expedient ist für die Kommissionierung der Waren verantwortlich. Er stellt unter anderem sicher, dass die zu transportierenden Güter geeignet verpackt sind und die in den jeweiligen Absender- und Empfänger-Ländern geltenden Sicherheits-, Transport- und Umweltbestimmungen eingehalten werden. Zudem obliegt es dem Expedienten, die für die Güter günstigste bzw. die geeignetste Beförderungsmethode auszuwählen oder aber über ein Abkommen mit dem Käufer über eine erwünschte Beförderungsmethode zu liefern.
Zu den kaufmännischen Aufgaben eines Expedienten gehören der Einkauf von Transportversicherungen und die Abrechnung der anfallenden Transportkosten sowie die Bearbeitung der Versand-Papiere und gegebenenfalls die Bearbeitung der Zollpapiere und Einfuhrgenehmigungen. Der Expedient überwacht auch Transportbedingungen, wie etwa Temperaturen, und ist auch für die Dokumentation und Speicherung dieser Daten zuständig.
Er ist für die bedarfsgerechte Materialanforderung im Warenlager zuständig. Außerdem überwacht er die Einhaltung der Sicherheitsbestände. Er fordert Material an und führt Nachbestellungen aus – immer in Abstimmung mit der Produktionsplanung und -steuerung. Die Informationen über drohende Materialengpässe gibt er an die Produktion weiter. Um den Überblick über den gesamten Bestand zu behalten, gehört es zu seinem Aufgabengebiet, Statistiken zu erstellen sowie Inventuren durchzuführen.
Der Expedient benötigt für den Umgang mit den Kunden Serviceorientierung, Kontakt- und Kommunikationsfähigkeit sowie Verhandlungsgeschick und gute Umgangsformen.
Ursprünglich war der Expedient für das Kassen- und Rechnungswesen, das Führen von Verzeichnissen und Übersichten und auch für die Aktenverwaltung in Institutionen zuständig.
Expedient ist auch eine Bezeichnung für Reiseverkehrskaufleute.